# なきごと
なきごとは、日本の2人組ロックバンド。所属レーベルはエピックレコードジャパン。所属事務所はmurffin discs。

## メンバー
- 水上 えみり（みずかみ えみり）
  - ボーカル・ギター担当
- 岡田 安未（おかだ あみ）
  - ギター・コーラス担当

## 来歴

### 2018年
7月、前身バンド「雨音コンプレックス」の解散を経て水上えみり（元"エミリーンゴ"名義）と岡田安未（元"きゅあかりんたん"名義）の2人でバンド結成。
10月4日、新代田FEVERにて初ライブを自主企画で開催し、2曲入りの1stデモシングル「SIKI」を会場限定でリリース。当時のサポートメンバーは黒子首の田中そい光とosageのヒロクサマ。
10月22日、J-WAVE「SONAR MUSIC」内で、murffin discsのオーディション「murffin discs audition 2018」の受賞者が発表され、急遽用意された準グランプリを受賞。

### 2019年
4月17日、初の全国流通盤となった1stシングル「nakigao」を、murffin discs内の新レーベル「murffin Lab.」からリリース。
7月14日、osageとの東名阪スプリットツアー『osage「ニュートラル e.p」RELEASE TOUR 2019』 ＆ なきごと「nakigao」Release Tour 2019』のツアーファイナルとなるツーマンライブをshibuya eggmanで開催。
9月18日、SUPER BEAVER、sumika、Amelieなどを輩出したmurffin disscs内のレーベル「[NOiD]」に移籍し、1stミニアルバム『夜のつくり方』をリリース。同作が2019年10月度のタワレコメンに選出。
11月24日、全国リリースツアー『「夜のつくり方」Release Tour 2019』のツアーファイナルを新代田FEVERで開催。

### 2020年
3月25日、2ndシングル「sasayaki」をリリース。
10月4日、初の配信シングル「春中夢」をリリース。
10月24日、『1st Digital Single "春中夢" Release Live』を渋谷CLUB QUATTROで開催し、新曲「ラズベリー」を初披露。同公演にて会場限定シングル「ラズベリー/春中夢」をリリース。ライブ会場とグッズ通販サイト限定で販売される。
10月25日、前日のライブで初披露した2作目の配信シングル「ラズベリー」をリリース。

### 2021年
4月7日、2ndミニアルバム『黄昏STARSHIP』をリリース。初の2形態リリースとなり、初回限定生産盤には10月24日に渋谷CLUB QUATTROで開催された『1st Digital Single "春中夢" Release Live』のライブ映像が収録されたDVDが付属。
10月4日、初となる2ヶ月連続配信シングルリリースの第1弾、3作目の配信シングル「D.I.D.」をリリース。同日、3rdミニアルバム「パトローネの内側で」が12月1日にリリースされることを発表。
11月1日、2ヶ月連続配信シングルリリース第2弾、4作目の配信シングル「Hanamuke」をリリース。
12月1日、3rdミニアルバム「パトローネの内側で」をリリース。

### 2022年
3月18日、東名阪リリースツアー『3rd mini album「パトローネの内側で」Release Tour 2022』のツアーファイナルを恵比寿LIQUIDROOMで開催。開催時点で同バンド史上最大キャパシティでの開催となった。
6月30日、2ヶ月連続配信シングルリリース第1弾、5作目の配信シングル「Summer麺」をリリース。
7月22日、2ヶ月連続配信シングルリリース第2弾、6作目の配信シングル「自転車」をリリース。
8月7日、「ROCK IN JAPAN FESTIVAL 2022」に出演予定だったが、水上の新型コロナウイルス感染により出演キャンセルとなる。
8月19日、会場限定シングル「ヒメゴト」をリリース。全国ツアー『「ヒメゴト」Release Tour 2022』開催期間限定で公開された「人間倶楽部」を閲覧できるQRコードが掲載。
10月22日、同バンド史上最長期間の日程で開催した全国リリースツアー『「ヒメゴト」Release Tour 2022』のツアーファイナルを渋谷WWWで開催。1stフルアルバム『NAKIGOTO,』のリリース決定と、最大規模の全国ツアー『1st Full Album「NAKIGOTO,」Release Tour 2023』の開催を発表。ツアーファイナルはバンド史上初のワンマンライブとなる。
12月12日、1stフルアルバム『NAKIGOTO,』から新曲「ぷかぷか」を先行配信。NHK『みんなのうた』に初登場を果たし、同楽曲は2022年12月・2023年1月放送の新曲として、アニメーション作家「らっパル」が担当したアニメーションと共に放映。

### 2023年
1月11日、初のフルアルバム『NAKIGOTO,』をリリース。自身初のCD2枚組に全22曲が収録されたフルボリュームな作品となる。
4月30日、バンド史上初のワンマンライブを渋谷CLUB QUATTROで開催。自身最大規模の全国ツアー『1st Full Album「NAKIGOTO,」Release Tour 2023』のツアーファイナル公演として開催された同公演で、東名阪追加公演 "おわらせたくないツアー" の開催を発表。ファンクラブ「人間倶楽部〜お試し版〜」を開設し、初となるチケットFC先行を実施。なお、同全国ツアーは各地で過去最高動員を記録した。
8月11日、「ROCK IN JAPAN FESTIVAL 2023」に1年越しの初出演を果たす。

### 2025年
4月8日にソニー・ミュージックレーベルズの社内レーベルエピックレコードジャパンより、メジャーデビューすることを公式ホームページで発表。翌9日には、7月発売予定のEPより、収録曲「たぶん、愛」を先行配信。7月9日にメジャーデビューEP『マジックアワー』を発売した。

## ディスコグラフィ

### シングル

#### 配信シングル
|      | 発売日         | タイトル             | 規格品番      | 初出アルバム       |
| ---- | -------------- | -------------------- | ------------- | ------------------ |
| 1st  | 2020年10月4日  | 春中夢               | NOID-1015     | 黄昏STARSHIP       |
| 2nd  | 2020年10月25日 | ラズベリー           | NOID-1016     | 黄昏STARSHIP       |
| 3rd  | 2021年10月4日  | D.I.D.               | NOID-1020     | パトローネの内側で |
| 4th  | 2021年11月1日  | Hanamuke             | NOID-1021     | パトローネの内側で |
| 5th  | 2022年6月30日  | Summer麺             | NOID-1022     | NAKIGOTO,          |
| 6th  | 2022年7月22日  | 自転車               | NOID-1023     | NAKIGOTO,          |
| 7th  | 2023年10月4日  | 君と暮らしの真ん中で | NOID-1026     |                    |
| 8th  | 2024年2月3日   | 素直になれたら       | NOID-1027     | ふたりでいたい。   |
| 9th  | 2025年1月12日  | 愛才                 | NOID-1029     | マジックアワー     |
| 10th | 2025年4月9日   | たぶん、愛           | ESXX03027B00Z | マジックアワー     |

## タイアップ一覧
| 起用年 | 楽曲               | タイアップ                                                                           |
| ------ | ------------------ | ------------------------------------------------------------------------------------ |
| 2020年 | アノデーズ         | 日本テレビ系『バゲット』2020年4月度エンディングテーマ                                |
| 2020年 | 春中夢             | カンテレ制作 フジテレビ系『土曜はナニする!?』2020年10月度エンディングテーマ          |
| 2021年 | スプートニクになる | カンテレ『2時45分からはスローでイージーなルーティーンで』2021年4月度エンディング曲   |
| 2021年 | Hanamuke           | テレビ東京系『ゴッドタン』2021年12月度エンディングテーマ                             |
| 2022年 | ぷかぷか           | NHK『みんなのうた』2022年12月・2023年1月放送の新曲                                   |
| 2025年 | 愛才               | テレビ大阪 真夜中ドラマ『それでも俺は、妻としたい』オープニングテーマ                |
| 2025年 | 短夜               | MBSテレビ ドラマフィル 『彩香ちゃんは弘子先輩に恋してる2nd Stage』エンディングテーマ |

## 出演

### ラジオ
- FAV FOUR「なきごと水上のなきごとごとききな！」（2022年10月4日 - 、NACK5） - 火曜担当 ※水上のみ
- FESTIVAL OUT「RADIO BLAST powered by Fanpla Kit」（2023年4月14日 - 、TOKYO FM） - 第2週目「Oyasumi radio」パーソナリティ[49]

### テレビ
- Love music（2019年5月5日、フジテレビ）[50]
- バズリズム02（2019年8月23日、日本テレビ）[51]
- Love music（2022月1月16日、フジテレビ）[52]

- 高見沢俊彦の美味しい音楽 美しいメシ（2024年2月9日、BS朝日）[53]
- バズリズム02（2024年7月12日、日本テレビ）[54]